# Serie A 2002-2003 (calcio a 5)
La Serie A 2002-2003 è stato il quattordicesimo campionato e la ventesima manifestazione nazionale riservata alle società di calcio a 5 che assegnasse il titolo di campione d'Italia. La stagione regolare è iniziata il 14 settembre 2002 e si è conclusa il 26 aprile 2003, prolungandosi fino al 4 giugno 2003 con la disputa dei play-off scudetto. Rispetto all'edizione precedente, il numero di partecipanti è stato ridotto a 14 per aumentare il livello tecnico del campionato. La stagione vede per la seconda volta l'affermazione del Prato di Jesús Velasco che vince la stagione regolare lasciandosi alle spalle Lamaro Roma RCB, Pescara e Lazio, quest'ultima sarà poi la finalista del campionato, pareggiando 6-6 la prima gara finale e perdendo poi la seconda per 10-4. Le due squadre sono le vere protagoniste della stagione, giungendo in finale anche nella Coppa Italia dove la spunta la Lazio di Vinícius Bacaro e Luca Ippoliti.

## Stagione regolare

### Classifica[1]
|                               | Pos. | Squadra    | Pt | G  | V  | N | P  | GF  | GS  | DR  |
| ----------------------------- | ---- | ---------- | -- | -- | -- | - | -- | --- | --- | --- |
|                               | 1.   | Prato      | 54 | 26 | 17 | 3 | 6  | 114 | 68  | +46 |
|                               | 2.   | Roma RCB   | 51 | 26 | 15 | 6 | 5  | 95  | 63  | +22 |
| Vincitrice della Coppa Italia | 3.   | Lazio      | 48 | 26 | 15 | 3 | 8  | 103 | 71  | +32 |
|                               | 4.   | Pescara    | 48 | 26 | 14 | 6 | 6  | 76  | 60  | +16 |
|                               | 5.   | CUS Chieti | 42 | 26 | 13 | 3 | 10 | 78  | 77  | +1  |
|                               | 6.   | Genzano    | 41 | 26 | 12 | 5 | 9  | 80  | 72  | +8  |
|                               | 7.   | Augusta    | 34 | 26 | 10 | 4 | 12 | 69  | 70  | -1  |
|                               | 8.   | Stabia     | 32 | 26 | 9  | 5 | 12 | 90  | 90  | 0   |
|                               | 9.   | Perugia    | 30 | 26 | 8  | 6 | 12 | 86  | 97  | -13 |
|                               | 10.  | BNL Roma   | 30 | 26 | 8  | 6 | 12 | 88  | 103 | -15 |
|                               | 11.  | Arzignano  | 28 | 26 | 9  | 1 | 16 | 124 | 142 | -18 |
|                               | 12.  | Petrarca   | 28 | 26 | 8  | 4 | 14 | 89  | 126 | -37 |
|                               | 13.  | Reggio     | 25 | 26 | 7  | 4 | 15 | 57  | 80  | -23 |
|                               | 14.  | Cagliari   | 23 | 26 | 5  | 8 | 13 | 57  | 87  | -30 |

### Verdetti
- Prato campione d'Italia 2002-2003 e qualificato alla Coppa UEFA 2003-04.
- Prato, Roma RCB, Pescara e Lazio qualificate al secondo turno dei play-off.
- CUS Chieti, Genzano, Augusta, Stabia, Perugia e Gruppo Sportivo BNL qualificate al primo turno dei play-off.
- Cagliari, Reggio e, dopo i play-out, Petrarca retrocesse in Serie A2 2003-04.
- Stabia non iscritto al campionato 2003-04, cede il proprio titolo sportivo al Napoli.

### Calendario e risultati
| andata  | andata | 1ª giornata         | ritorno (14ª) | ritorno (14ª) |
|         |        |                     |               |               |
| 13 set. | 1-0    | Perugia-Augusta     | 2-5           | 4 gen.        |
| 14 set. | 4-7    | Arzignano-Stabia    | 6-4           | 4 gen.        |
| 14 set. | 3-4    | Cagliari-Prato      | 5-3           | 4 gen.        |
| 14 set. | 4-1    | Genzano-Petrarca    | 3-3           | 4 gen.        |
| 14 set. | 0-2    | Pescara-Lazio       | 3-3           | 4 gen.        |
| 14 set. | 3-3    | Reggio-BNL          | 0-0           | 4 gen.        |
| 14 set. | 2-5    | Roma RCB-CUS Chieti | 5-2           | 4 gen.        |

| andata  | andata | 2ª giornata         | ritorno (15ª) | ritorno (15ª) |
|         |        |                     |               |               |
| 20 set. | 7-3    | Stabia-Perugia      | 2-5           | 10 gen.       |
| 21 set. | 4-2    | Augusta-Reggio      | 3-5           | 11 gen.       |
| 21 set. | 3-3    | BNL-Roma RCB        | 1-2           | 11 gen.       |
| 21 set. | 5-3    | CUS Chieti-Cagliari | 3-2           | 11 gen.       |
| 21 set. | 0-1    | Lazio-Genzano       | 2-1           | 11 gen.       |
| 21 set. | 5-8    | Petrarca-Arzignano  | 12-9          | 11 gen.       |
| 21 set. | 0-3    | Prato-Pescara       | 4-4           | 11 gen.       |

| andata  | andata | 1ª giornata         | ritorno (14ª) | ritorno (14ª) |
|         |        |                     |               |               |
| 13 set. | 1-0    | Perugia-Augusta     | 2-5           | 4 gen.        |
| 14 set. | 4-7    | Arzignano-Stabia    | 6-4           | 4 gen.        |
| 14 set. | 3-4    | Cagliari-Prato      | 5-3           | 4 gen.        |
| 14 set. | 4-1    | Genzano-Petrarca    | 3-3           | 4 gen.        |
| 14 set. | 0-2    | Pescara-Lazio       | 3-3           | 4 gen.        |
| 14 set. | 3-3    | Reggio-BNL          | 0-0           | 4 gen.        |
| 14 set. | 2-5    | Roma RCB-CUS Chieti | 5-2           | 4 gen.        |

| andata  | andata | 2ª giornata         | ritorno (15ª) | ritorno (15ª) |
|         |        |                     |               |               |
| 20 set. | 7-3    | Stabia-Perugia      | 2-5           | 10 gen.       |
| 21 set. | 4-2    | Augusta-Reggio      | 3-5           | 11 gen.       |
| 21 set. | 3-3    | BNL-Roma RCB        | 1-2           | 11 gen.       |
| 21 set. | 5-3    | CUS Chieti-Cagliari | 3-2           | 11 gen.       |
| 21 set. | 0-1    | Lazio-Genzano       | 2-1           | 11 gen.       |
| 21 set. | 5-8    | Petrarca-Arzignano  | 12-9          | 11 gen.       |
| 21 set. | 0-3    | Prato-Pescara       | 4-4           | 11 gen.       |

| andata  | andata | 3ª giornata        | ritorno (16ª) | ritorno (16ª) |
|         |        |                    |               |               |
| 27 set. | 7-2    | Perugia-Petrarca   | -             | 18 gen.       |
| 28 set. | 7-3    | Arzignano-Lazio    | -             | 18 gen.       |
| 28 set. | 1-1    | BNL-Augusta        | -             | 18 gen.       |
| 28 set. | 1-1    | Genzano-Prato      | -             | 18 gen.       |
| 28 set. | 4-1    | Pescara-CUS Chieti | -             | 18 gen.       |
| 28 set. | 2-3    | Reggio-Stabia      | -             | 18 gen.       |
| 28 set. | 1-1    | Roma RCB-Cagliari  | -             | 18 gen.       |

| andata  | andata | 4ª giornata        | ritorno (17ª) | ritorno (17ª) |
|         |        |                    |               |               |
| 5 ott.  | 7-3    | Lazio-Perugia      | 2-2           | 24 gen.       |
| 5 ott.  | 2-2    | Augusta-Roma RCB   | 0-4           | 25 gen.       |
| 5 ott.  | 3-2    | Cagliari-Pescara   | 2-9           | 25 gen.       |
| 5 ott.  | 1-3    | CUS Chieti-Genzano | 0-4           | 25 gen.       |
| 5 ott.  | 5-3    | Petrarca-Reggio    | 4-1           | 25 gen.       |
| 5 ott.  | 3-4    | Stabia-BNL         | 4-6           | 25 gen.       |
| 15 ott. | 8-3    | Prato-Arzignano    | 5-3           | 25 gen.       |

| andata  | andata | 5ª giornata          | ritorno (18ª) | ritorno (18ª) |
|         |        |                      |               |               |
| 11 ott. | 2-5    | Perugia-Prato        | 5-5           | 1 mar.        |
| 12 set. | 5-5    | Arzignano-CUS Chieti | 5-7           | 1 mar.        |
| 12 set. | 3-2    | Augusta-Stabia       | 1-2           | 1 mar.        |
| 12 set. | 0-5    | BNL-Petrarca         | 5-6           | 1 mar.        |
| 12 set. | 2-2    | Genzano-Cagliari     | 4-1           | 1 mar.        |
| 12 set. | 1-2    | Reggio-Lazio         | 1-4           | 1 mar.        |
| 12 set. | 4-0    | Roma RCB-Pescara     | 3-5           | 1 mar.        |

| andata  | andata | 6ª giornata        | ritorno (19ª) | ritorno (19ª) |
|         |        |                    |               |               |
| 19 ott. | 7-6    | Cagliari-Arzignano | -             | 8 mar.        |
| 19 ott. | 6-5    | CUS Chieti-Perugia | -             | 8 mar.        |
| 19 ott. | 3-2    | Lazio-BNL          | -             | 8 mar.        |
| 19 ott. | 5-4    | Pescara-Genzano    | -             | 8 mar.        |
| 19 ott. | 5-4    | Petrarca-Augusta   | -             | 8 mar.        |
| 19 ott. | 2-1    | Prato-Reggio       | -             | 8 mar.        |
| 19 ott. | 3-7    | Stabia-Roma RCB    | -             | 8 mar.        |

| andata  | andata | 5ª giornata          | ritorno (18ª) | ritorno (18ª) |
|         |        |                      |               |               |
| 11 ott. | 2-5    | Perugia-Prato        | 5-5           | 1 mar.        |
| 12 set. | 5-5    | Arzignano-CUS Chieti | 5-7           | 1 mar.        |
| 12 set. | 3-2    | Augusta-Stabia       | 1-2           | 1 mar.        |
| 12 set. | 0-5    | BNL-Petrarca         | 5-6           | 1 mar.        |
| 12 set. | 2-2    | Genzano-Cagliari     | 4-1           | 1 mar.        |
| 12 set. | 1-2    | Reggio-Lazio         | 1-4           | 1 mar.        |
| 12 set. | 4-0    | Roma RCB-Pescara     | 3-5           | 1 mar.        |

| andata  | andata | 6ª giornata        | ritorno (19ª) | ritorno (19ª) |
|         |        |                    |               |               |
| 19 ott. | 7-6    | Cagliari-Arzignano | -             | 8 mar.        |
| 19 ott. | 6-5    | CUS Chieti-Perugia | -             | 8 mar.        |
| 19 ott. | 3-2    | Lazio-BNL          | -             | 8 mar.        |
| 19 ott. | 5-4    | Pescara-Genzano    | -             | 8 mar.        |
| 19 ott. | 5-4    | Petrarca-Augusta   | -             | 8 mar.        |
| 19 ott. | 2-1    | Prato-Reggio       | -             | 8 mar.        |
| 19 ott. | 3-7    | Stabia-Roma RCB    | -             | 8 mar.        |

| andata | andata | 7ª giornata       | ritorno (20ª) | ritorno (20ª) |
|        |        |                   |               |               |
| 1 nov. | 2-3    | Perugia-Cagliari  | -             | 15 mar.       |
| 2 nov. | 3-7    | Arzignano-Pescara | -             | 15 mar.       |
| 2 nov. | 2-4    | Augusta-Lazio     | -             | 15 mar.       |
| 2 nov. | 3-6    | BNL-Prato         | -             | 15 mar.       |
| 2 nov. | 2-3    | Reggio-CUS Chieti | -             | 15 mar.       |
| 2 nov. | 7-1    | Roma RCB-Genzano  | -             | 15 mar.       |
| 2 nov. | 8-3    | Stabia-Petrarca   | -             | 15 mar.       |

| andata | andata | 8ª giornata       | ritorno (21ª) | ritorno (21ª) |
|        |        |                   |               |               |
| 9 nov. | 4-2    | Prato-Augusta     | 1-2           | 11 mar.       |
| 9 nov. | 3-2    | Pescara-Perugia   | 1-3           | 21 mar.       |
| 9 nov. | 5-4    | Cagliari-Reggio   | 0-1           | 22 mar.       |
| 9 nov. | 4-5    | CUS Chieti-BNL    | 2-2           | 22 mar.       |
| 9 nov. | 9-4    | Genzano-Arzignano | 7-4           | 22 mar.       |
| 9 nov. | 3-3    | Lazio-Stabia      | 2-2           | 22 mar.       |
| 9 nov. | 3-9    | Petrarca-Roma RCB | 1-4           | 22 mar.       |

| andata  | andata | 9ª giornata        | ritorno (22ª) | ritorno (22ª) |
|         |        |                    |               |               |
| 15 nov. | 4-1    | Perugia-Genzano    | 3-4           | 29 mar.       |
| 16 nov. | 3-1    | Augusta-CUS Chieti | 4-1           | 29 mar.       |
| 16 nov. | 4-4    | BNL-Cagliari       | 6-2           | 29 mar.       |
| 16 nov. | 3-2    | Petrarca-Lazio     | 1-5           | 29 mar.       |
| 16 nov. | 2-6    | Reggio-Pescara     | 1-5           | 29 mar.       |
| 16 nov. | 9-1    | Roma RCB-Arzignano | 1-4           | 29 mar.       |
| 16 nov. | 4-6    | Stabia-Prato       | 3-1           | 29 mar.       |

| andata  | andata | 10ª giornata      | ritorno (23ª) | ritorno (23ª) |
|         |        |                   |               |               |
| 19 nov. | 13-3   | Arzignano-Perugia | 1-4           | 4 apr.        |
| 19 nov. | 10-3   | Prato-Petrarca    | 7-1           | 5 apr.        |
| 20 nov. | 4-5    | CUS Chieti-Stabia | 5-4           | 5 apr.        |
| 20 nov. | 5-2    | Pescara-BNL       | 2-5           | 5 apr.        |
| 20 nov. | 3-4    | Lazio-Roma RCB    | 0-0           | 5 apr.        |
| 23 nov. | 1-1    | Cagliari-Augusta  | 3-5           | 5 apr.        |
| 23 nov. | 2-2    | Genzano-Reggio    | 2-3           | 5 apr.        |

| andata  | andata | 9ª giornata        | ritorno (22ª) | ritorno (22ª) |
|         |        |                    |               |               |
| 15 nov. | 4-1    | Perugia-Genzano    | 3-4           | 29 mar.       |
| 16 nov. | 3-1    | Augusta-CUS Chieti | 4-1           | 29 mar.       |
| 16 nov. | 4-4    | BNL-Cagliari       | 6-2           | 29 mar.       |
| 16 nov. | 3-2    | Petrarca-Lazio     | 1-5           | 29 mar.       |
| 16 nov. | 2-6    | Reggio-Pescara     | 1-5           | 29 mar.       |
| 16 nov. | 9-1    | Roma RCB-Arzignano | 1-4           | 29 mar.       |
| 16 nov. | 4-6    | Stabia-Prato       | 3-1           | 29 mar.       |

| andata  | andata | 10ª giornata      | ritorno (23ª) | ritorno (23ª) |
|         |        |                   |               |               |
| 19 nov. | 13-3   | Arzignano-Perugia | 1-4           | 4 apr.        |
| 19 nov. | 10-3   | Prato-Petrarca    | 7-1           | 5 apr.        |
| 20 nov. | 4-5    | CUS Chieti-Stabia | 5-4           | 5 apr.        |
| 20 nov. | 5-2    | Pescara-BNL       | 2-5           | 5 apr.        |
| 20 nov. | 3-4    | Lazio-Roma RCB    | 0-0           | 5 apr.        |
| 23 nov. | 1-1    | Cagliari-Augusta  | 3-5           | 5 apr.        |
| 23 nov. | 2-2    | Genzano-Reggio    | 2-3           | 5 apr.        |

| andata | andata | 11ª giornata        | ritorno (24ª) | ritorno (24ª) |
|        |        |                     |               |               |
| 7 dic. | 7-5    | BNL-Genzano         | 5-6           | 12 apr.       |
| 7 dic. | 3-2    | Lazio-Prato         | 4-8           | 12 apr.       |
| 7 dic. | 1-2    | Petrarca-CUS Chieti | 2-4           | 12 apr.       |
| 7 dic. | 4-3    | Reggio-Arzignano    | 3-7           | 12 apr.       |
| 7 dic. | 7-4    | Roma RCB-Perugia    | 4-4           | 12 apr.       |
| 7 dic. | 5-0    | Stabia-Cagliari     | 2-2           | 12 apr.       |
| 8 dic. | 2-2    | Augusta-Pescara     | 1-3           | 12 apr.       |

| andata  | andata | 12ª giornata      | ritorno (25ª) | ritorno (25ª) |
|         |        |                   |               |               |
| 14 dic. | 9-6    | Arzignano-BNL     | -             | 19 apr.       |
| 14 dic. | 2-2    | Cagliari-Petrarca | -             | 19 apr.       |
| 14 dic. | 4-1    | CUS Chieti-Lazio  | -             | 19 apr.       |
| 14 dic. | 2-3    | Genzano-Augusta   | -             | 19 apr.       |
| 14 dic. | 3-4    | Perugia-Reggio    | -             | 19 apr.       |
| 14 dic. | 6-3    | Pescara-Stabia    | -             | 19 apr.       |
| 14 dic. | 4-3    | Roma RCB-Prato    | -             | 19 apr.       |

| andata | andata | 11ª giornata        | ritorno (24ª) | ritorno (24ª) |
|        |        |                     |               |               |
| 7 dic. | 7-5    | BNL-Genzano         | 5-6           | 12 apr.       |
| 7 dic. | 3-2    | Lazio-Prato         | 4-8           | 12 apr.       |
| 7 dic. | 1-2    | Petrarca-CUS Chieti | 2-4           | 12 apr.       |
| 7 dic. | 4-3    | Reggio-Arzignano    | 3-7           | 12 apr.       |
| 7 dic. | 7-4    | Roma RCB-Perugia    | 4-4           | 12 apr.       |
| 7 dic. | 5-0    | Stabia-Cagliari     | 2-2           | 12 apr.       |
| 8 dic. | 2-2    | Augusta-Pescara     | 1-3           | 12 apr.       |

| andata  | andata | 12ª giornata      | ritorno (25ª) | ritorno (25ª) |
|         |        |                   |               |               |
| 14 dic. | 9-6    | Arzignano-BNL     | -             | 19 apr.       |
| 14 dic. | 2-2    | Cagliari-Petrarca | -             | 19 apr.       |
| 14 dic. | 4-1    | CUS Chieti-Lazio  | -             | 19 apr.       |
| 14 dic. | 2-3    | Genzano-Augusta   | -             | 19 apr.       |
| 14 dic. | 3-4    | Perugia-Reggio    | -             | 19 apr.       |
| 14 dic. | 6-3    | Pescara-Stabia    | -             | 19 apr.       |
| 14 dic. | 4-3    | Roma RCB-Prato    | -             | 19 apr.       |

| \| andata \| andata \| 13ª giornata \| ritorno (26ª) \| ritorno (26ª) \| \| \| \| \| \| \| \| 20 dic. \| 5-11 \| Petrarca-Pescara \| 7-4 \| 26 apr. \| \| 21 dic. \| 5-2 \| Augusta-Arzignano \| 2-6 \| 26 apr. \| \| 21 dic. \| 2-2 \| BNL-Perugia \| 4-7 \| 26 apr. \| \| 21 dic. \| 2-1 \| Prato-CUS Chieti \| 6-3 \| 26 apr. \| \| 21 dic. \| 1-2 \| Reggio-Roma RCB \| 3-3 \| 26 apr. \| \| 21 dic. \| 6-2 \| Stabia-Genzano \| 1-1 \| 26 apr. \| \| rinv. \| - \| Lazio-Cagliari \| 3-0 \| 26 apr. \| |        |                   |               |               |
| andata | andata | 13ª giornata      | ritorno (26ª) | ritorno (26ª) |
| |        |                   |               |               |
| 20 dic. | 5-11   | Petrarca-Pescara  | 7-4           | 26 apr.       |
| 21 dic. | 5-2    | Augusta-Arzignano | 2-6           | 26 apr.       |
| 21 dic. | 2-2    | BNL-Perugia       | 4-7           | 26 apr.       |
| 21 dic. | 2-1    | Prato-CUS Chieti  | 6-3           | 26 apr.       |
| 21 dic. | 1-2    | Reggio-Roma RCB   | 3-3           | 26 apr.       |
| 21 dic. | 6-2    | Stabia-Genzano    | 1-1           | 26 apr.       |
| rinv. | -      | Lazio-Cagliari    | 3-0           | 26 apr.       |

| andata  | andata | 13ª giornata      | ritorno (26ª) | ritorno (26ª) |
|         |        |                   |               |               |
| 20 dic. | 5-11   | Petrarca-Pescara  | 7-4           | 26 apr.       |
| 21 dic. | 5-2    | Augusta-Arzignano | 2-6           | 26 apr.       |
| 21 dic. | 2-2    | BNL-Perugia       | 4-7           | 26 apr.       |
| 21 dic. | 2-1    | Prato-CUS Chieti  | 6-3           | 26 apr.       |
| 21 dic. | 1-2    | Reggio-Roma RCB   | 3-3           | 26 apr.       |
| 21 dic. | 6-2    | Stabia-Genzano    | 1-1           | 26 apr.       |
| rinv.   | -      | Lazio-Cagliari    | 3-0           | 26 apr.       |

## Statistiche e record

### Record
- Maggior numero di vittorie: Prato (17)
- Minor numero di vittorie: Cagliari (5)
- Maggior numero di pareggi: Cagliari (8)
- Minor numero di pareggi: Arzignano (1)
- Maggior numero di sconfitte: Arzignano (16)
- Minor numero di sconfitte: Roma RCB (5)
- Miglior serie positiva:
- Miglior attacco: Arzignano (124)
- Peggior attacco: Cagliari, Reggio (57)
- Miglior difesa: Pescara (60)
- Peggior difesa: Arzignano (142)
- Miglior differenza reti: Prato (+46)
- Peggior differenza reti: Petrarca (-37)
- Partita con più reti: Arzignano-Petrarca 9-12 (21)
- Partita con maggiore scarto di gol: Arzignano - Perugia 13-3 (10)
- Maggior numero di reti in una giornata:
- Minor numero di reti in una giornata:
- Risultato più frequente: 2-2 (10 volte)
- Totale dei gol segnati: 1206

### Classifica marcatori[3]
| Gol |  |  | Giocatore         | Squadra                  |
| --- |  |  | ----------------- | ------------------------ |
| 35  |  |  | Fabrizio Amoroso  | Arzignano                |
| 29  |  |  | Leandro           | BNL Roma                 |
| 27  |  |  | Eduardo Morgado   | Pescara                  |
| 26  |  |  | Pasquale Suarato  | Roma RCB (19) Stabia (7) |
| 24  |  |  | Luciano Antonelli | Arzignano                |
| 23  |  |  | Edgar Bertoni     | Perugia (8) Stabia (15)  |
| 22  |  |  | Adriano Foglia    | Stabia                   |

## Play-off

### Formula
Ai play-off si qualificano le prime 10 squadre della serie A e le due vincenti dei due gironi di serie A2, ovvero Atletico Palermo e Luparense. Le prime quattro classificate della serie A accedono direttamente dai quarti mentre le altre otto squadre disputano un turno preliminare, articolato in gare di andata e ritorno. Il regolamento prevede che accedano ai quarti di finale le squadre che, nell'arco del doppio confronto, avranno realizzato il maggior numero di reti. In caso di parità,al termine del secondo incontro, si disputeranno due tempi supplementari da 5' ciascuno. In caso di ulteriore parità, passeranno il turno le squadre di categoria superiore o quelle meglio classificate al termine della stagione regolare. Quarti di finale, semifinali e la finale si giocano invece al meglio delle tre gare.

### Tabellone
|  | 1º turno   | 1º turno   | 1º turno | 1º turno         |   |          | Quarti | Quarti | Quarti | Quarti |    |   | Semifinali | Semifinali | Semifinali | Semifinali |  |  | Finale | Finale | Finale | Finale |
|  |            |            |          |                  |   |          |        |        |        |        |    |   |            |            |            |            |  |  |        |        |        |        |
|  |            |            |          |                  |   |          |        |        |        |        |    |   |            |            |            |            |  |  |        |        |        |        |
|  |            |            |          |                  |   |          |        |        |        |        |    |   |            |            |            |            |  |  |        |        |        |        |
|  | Prato      | 7          | 8        |                  |   |          |        |        |        |        |    |   |            |            |            |            |  |  |        |        |        |        |
|  | Prato      | 7          | 8        | Perugia          | 5 | 5        |        |        |        |        |    |   |            |            |            |            |  |  |        |        |        |        |
|  |            | Perugia    | 4        | Perugia          | 5 | 5        | 2      |        |        |        |    |   |            |            |            |            |  |  |        |        |        |        |
|  | Stabia     | Perugia    | 4        | 1                | 5 |          | 2      |        | Prato  | 8      | 5  |   |            |            |            |            |  |  |        |        |        |        |
|  | Stabia     |            |          |                  |   |          |        |        | Prato  | 8      | 5  |   |            |            |            |            |  |  |        |        |        |        |
|  |            |            |          |                  |   | Pescara  | 3      | 1      |        |        |    |   |            |            |            |            |  |  |        |        |        |        |
|  | Pescara    | 2          | 3        |                  |   | Pescara  | 3      | 1      |        |        |    |   |            |            |            |            |  |  |        |        |        |        |
|  | Pescara    | 2          | 3        | Luparense        | 2 | 4        |        |        |        |        |    |   |            |            |            |            |  |  |        |        |        |        |
|  |            | CUS Chieti | 2        | Luparense        | 2 | 4        | 2      |        |        |        |    |   |            |            |            |            |  |  |        |        |        |        |
|  | CUS Chieti | CUS Chieti | 2        | 2                | 5 |          | 2      |        | Prato  | 6      | 10 |   |            |            |            |            |  |  |        |        |        |        |
|  | CUS Chieti |            |          |                  |   |          |        |        | Prato  | 6      | 10 |   |            |            |            |            |  |  |        |        |        |        |
|  |            |            |          |                  |   | Lazio    | 6      | 4      |        |        |    |   |            |            |            |            |  |  |        |        |        |        |
|  | Lazio      | 2          | 5        |                  |   | Lazio    | 6      | 4      |        |        |    |   |            |            |            |            |  |  |        |        |        |        |
|  | Lazio      | 2          | 5        | Atletico Palermo | 2 | 1        |        |        |        |        |    |   |            |            |            |            |  |  |        |        |        |        |
|  |            | Genzano    | 1        | Atletico Palermo | 2 | 1        | 4      |        |        |        |    |   |            |            |            |            |  |  |        |        |        |        |
|  | Genzano    | Genzano    | 1        | 7                | 7 |          | 4      |        | Lazio  | 3      | 6  | 5 |            |            |            |            |  |  |        |        |        |        |
|  | Genzano    |            |          |                  |   |          |        |        | Lazio  | 3      | 6  | 5 |            |            |            |            |  |  |        |        |        |        |
|  |            |            |          |                  |   | BNL Roma | 5      | 3      | 3      |        |    |   |            |            |            |            |  |  |        |        |        |        |
|  | Roma RCB   | 4          | 3        |                  |   | BNL Roma | 5      | 3      | 3      |        |    |   |            |            |            |            |  |  |        |        |        |        |
|  | Roma RCB   | 4          | 3        | BNL Roma         | 4 | 2        |        |        |        |        |    |   |            |            |            |            |  |  |        |        |        |        |
|  |            | BNL Roma   | 7        | BNL Roma         | 4 | 2        | 3      |        |        |        |    |   |            |            |            |            |  |  |        |        |        |        |
|  | Augusta    | BNL Roma   | 7        | 2                | 1 |          | 3      |        |        |        |    |   |            |            |            |            |  |  |        |        |        |        |
|  | Augusta    |            |          |                  | 1 |          |        |        |        |        |    |   |            |            |            |            |  |  |        |        |        |        |

### Risultati

#### Primo turno

##### Andata
| Arbitri: | Rosario Buffo (Catania) Mario Romeo (Acireale) |

|                       |           |                                |
| De Zordi 9’ Rocha 30’ | Marcatori | 33’ L. Vicentini 34’ Moratelli |

| Arbitri: | Caruso (Collegno) Stefano Salvadori (Rovigo) |

|                                             |           |                   |
| Rogerio 4’, 37’ Pereira 10’ Gaucci 24’, 28’ | Marcatori | 15’ (aut.) Caleca |

| Arbitri: | Lorenzo Mario Brambilla (Milano) Pierantonio Ruffoni (Sondrio) |

|                                   |           |                                                                             |
| S. Terranova 31’ Aruta 35’ (t.l.) | Marcatori | 2’, 27'55’’ (t.l.), 37’ (t.l.), 39’ Puzzi 22’ Bresciani 25’, 27’ Previdelli |

| Arbitri: | Federico Carraro (Verona) Sacco (Verona) |

|                                        |           |                         |
| Romanini 3’, 33'40’’, 33'50’’ Penna 7’ | Marcatori | 25’ Tilico 35’ Silveira |

##### Ritorno
| Arbitri: | Vincenzo Vitrioli (Reggio Calabria) Cipriano Scarfò (Taurianova) |

|                                                |           |                                                        |
| Corregiari 1’ Tomasetto 2’, 36’, 37’ Ficca 21’ | Marcatori | 27’, 38’ Rocha Marcos 27'30’’ Alberto 39'53’’ De Zordi |

| Arbitri: | Emilio Verrengia (Catanzaro) Giuseppe D'Antuono (Foggia) |

|                                                    |           |                                                    |
| Giglio 9’ Mazzocchi 23’ Foglia 24’ Wesley 30’, 31’ | Marcatori | 3’ Caleca 8’, 12’ Rogerio 18’ G. Roma 19’ Cerrotta |

| Arbitri: | Francesco Narcisi (San Benedetto) Andrea Castelli (San Benedetto) |

|                                                                                           |           |                    |
| Puzzi 1’ Guerini 1'57’’ Bresciani 2’ Lelli 21’ De Oliveira 28’ Favalli 34’ Previdelli 38’ | Marcatori | 17’ (t.l.) Rovetto |

| Arbitri: | Pietro Marchetti (San Donà) Emanuele Sanavia (Padova) |

|           |           |                                |
| Almir 12’ | Marcatori | 5’ Romanini 37’ (t.l.) Leandro |

#### Quarti

##### Gara 1
| Arbitri: | Mauro Del Tutto (Ciampino) Americo Scatena (Tivoli) |

|                                               |           |                                                                          |
| Caleca 9'53’’ Rogerio 32’, 34’ E. Bertoni 39’ | Marcatori | 5’, 7’, 25’ Bearzi 9’ A. Vicentini 19’ Claudinho 27’ Sandrinho 28’ Rubei |

| Arbitri: | Marco Tibaldi (Aprilia) Roberto Teseo (Albano) |

|                          |           |                         |
| L. Vicentini 7'43’’, 12’ | Marcatori | 10’ Gimenez 33’ Morgado |

| Arbitri: | Luca Desideri (Prato) Gianluca Dal Mas (Bolzano) |

|                       |           |                                  |
| Montovaneli 2’ (aut.) | Marcatori | 18’ De Nichile 19’ (t.l.) Bacaro |

| Arbitri: | Sergio Cervone (Avellino) Giuseppe Tassone (Taurianova) |

|                                                                    |           |                                               |
| Romanini 8’, 37’ R. Bertoni 10’, 28’ Leandro 17’, 38’ Piscedda 31’ | Marcatori | 0'08’’ M. Angelini 18’, 30’ Gioia 29’ Fornari |

##### Gara 2
| Arbitri: | Rosino Tatti (Avezzano) Raffaele Sorgente (Campobasso) |

| |           |                           |
| Rubei 3’, 31’ Sandrinho 4’, 29’ Claudinho 14'31’’ A. Vicentini 22’ Cristoforetti 35'23’’ (t.l.) Busato 39’ | Marcatori | 14’ Gaucci 35’ E. Bertoni |

| Arbitri: | Gian Paolo Travini (Cesena) Augusto Balestra (Forlì) |

|                                           |           |                             |
| Giustozzi 10’ Morgado 36’ Gimenez 39'31’’ | Marcatori | 7’ Corregiari 35’ Tomasetto |

| Arbitri: | Andrea Smacchi (Gubbio) Guido Alfonsi (L'Aquila) |

|                                                     |           |                                         |
| Bacaro 4’, 31’, 39'37’’ Teixeira 24’ De Nichile 32’ | Marcatori | 0'11’’, 14’ (t.l.), 17’ Roxo 8’ Guerini |

| Arbitri: | Claudio Zuanetti (Conegliano) Antonio Mazza (Torino) |

|                                     |           |                                   |
| M. Angelini 0'54’’ Suarato 16’, 17’ | Marcatori | 24’, 39'57’’ Leandro 38’ Romanini |

#### Semifinali

##### Gara 1
| Arbitri: | Pietro Taranto (Roma 1) Alessandro Capomassi (Roma 1) |

|                                              |           | |
| Giustozzi 11’ Morgado 35'30’’ Duarte 39'57’’ | Marcatori | 8’ (aut.) Palusci 14’ Chilavert 25’ Sandrinho 35'50’’ A. Vicentini 37’ Fiori 38’ Bearzi 39'02’’, 39'45’’ Rubei |

| Arbitri: | Bellei (Reggio Emilia) Edoardo Ambrosini (Carrara) |

|                                                          |           |                                      |
| Scandolara 27’, 29’ Romanini 32’ (t.l.), 35’ Leandro 39’ | Marcatori | 9’ Bacaro 12’ Salomao 38’ De Nichile |

##### Gara 2
| Arbitri: | Catello Abagnale (Ciampino) Giuseppe Buluggiu (Cagliari) |

|                                                           |           |            |
| Bearzi 5’ Rubei 7’ Busato 10’ Claudinho 22’ Quattrini 39’ | Marcatori | 13’ Duarte |

| Arbitri: | Francesco Massini (Roma 1) Valerio Ierace (Grosseto) |

|                                                                       |           |                                                            |
| De Nichile 1’, 38’, 38'47’’ Ippoliti 15’, 39'42’’ (t.l.) Teixeira 17’ | Marcatori | 27'30’’ Romanini 34'23’’ (aut.) Caruana 39'24’’ R. Bertoni |

##### Gara 3
| Arbitri: | Fabrizio Molignoni (Carrara) Massimo Cumbo (Roma 1) |

|                                                                    |           |                                                 |
| Ippoliti 8’ Salomao 17’ Montovaneli 30’ Rufo 34’ Bacaro 39’ (t.l.) | Marcatori | 16’ (t.l.), 23’ Romanini 21’ (aut.) Montovaneli |

#### Finale

##### Gara 1
| Arbitri: | Marcello Toscano (Ercolano) Ercole Vescio (Catanzaro) Rodolfo Cirillo (Frattamaggiore) |
| Crono:   | Donato Mauro (Battipaglia)                                                             |

|                                                                          |           |                                                                          |
| Rufo 3’ De Nichile 3'30’’, 18’ Teixeira 11’ Montovaneli 21’ Ippoliti 29’ | Marcatori | 4’ Chilavert 10’ Rubei 11'05’’, 30’, 38'30’’ Bearzi 38’ (rig.) Sandrinho |

##### Gara 2
| Arbitri: | Alberto Bianchi (Conegliano) Carlo Di Marco (Pescara) |

| |           |                                                  |
| Chilavert 2’, 29’ Sandrinho 11’, 28’ Rubei 12’, 27’ Bearzi 15’ A. Vicentini 24’ Quattrini 34’, 36’ | Marcatori | 10’ (rig.), 14’ Ippoliti 28'42’’, 30’ De Nichile |

## Play-out
Ai play-out partecipano la 11ª e la 12ª classificata della serie A e le vincenti dei play-off di Serie A2; gli accoppiamenti sono determinati tramite sorteggio. Accedono alla serie A 2003-04 le squadre che, nell'arco del doppio confronto, avranno realizzato il maggior numero di reti. In caso di parità, al termine della sfida di ritorno, si giocheranno due tempi supplementari da 5' ciascuno. Perdurando la parità otterranno la qualificazione le squadre di categoria superiore.

### Andata
| Arbitri: | Valerio Ierace (Grosseto) Carlo Di Marco (Pescara) |

|                         |           |                               |
| Mannino 34’ Belardo 35’ | Marcatori | 29’, 33’ Antonelli 37’ Đulvat |

| Arbitri: | Aligeri (Roma 1) Alessandro Capomassi (Roma 1) |

|                                                             |           |                                                 |
| Canevese 13’ Rafagnin 15'35'’, 31’, 37'30'’ Schurtz 16'40'’ | Marcatori | 16'15'’, 22'08'’ Turiaco 39'53'’ (t.l.) Lamanna |

### Ritorno
| Arbitri: | Catello Abagnale (Ciampino) Francesco Massini (Roma 1) |

|                                                       |           |                       |
| Amoroso 14’, 31’, 34’, 39'50'’, 39'59'’ Antonelli 37’ | Marcatori | 16’ 21’ (t.l.) Tirado |

| Arbitri: | Giuseppe Buluggiu (Cagliari) Marcello Toscano (Ercolano) |

|                                            |           |                                                |
| Turiaco 11’, 30’, 35’, 39'59'’ Perrone 29’ | Marcatori | 19’ Schurtz 28’, 33’ A. Rossa 33'52'’ Canevese |

## Supercoppa italiana
La quinta edizione (la prima organizzata dalla Divisione Calcio a 5. Le precedenti infatti sono state svolte tutte in forma non ufficiale) della Supercoppa italiana si è svolta il 7 settembre a Maliseti presso il PalaPrato tra i Campioni d'Italia del Prato e la finalista della Coppa Italia il Gruppo Sportivo BNL.
| Arbitri: | Alberto Bianchi (Conegliano) Muzio (Genova) |

| |            | |
| Rubei 4'51’’ Chilavert 8'35’’, 22'34’’ Bearzi 24'46’’ Quattrini 39'30’’ | Marcatori  | 10'30’’ Romanini 17'16’’ Penna 30'05’’ (aut.) Claudinho 34'50’’ Pereira |
| · Claudio Fiori · Claudinho · Giuseppe Andreozzi · Cristian Busato · Carlos Chilavert · André Vicentini · Massimo Quattrini · Andrea Rubei · Franco Bernardi · Andrea Cristoforetti · Andrea Bearzi · Matteo Trinci | Formazioni | · Ivano Allegrini · Filippo Rossi Merighi · Giulio Quagliarini · Alessandro Pelosi · Massimiliano Rossi · Gianluca Plini · Leandro Pereira · Júlio Romanini · Andrea Penna · Simone Piscedda · Alessio Felicino |
| Jesús Velasco | Allenatori | Giorgio Zito |